# Oesede (Georgsmarienhütte)

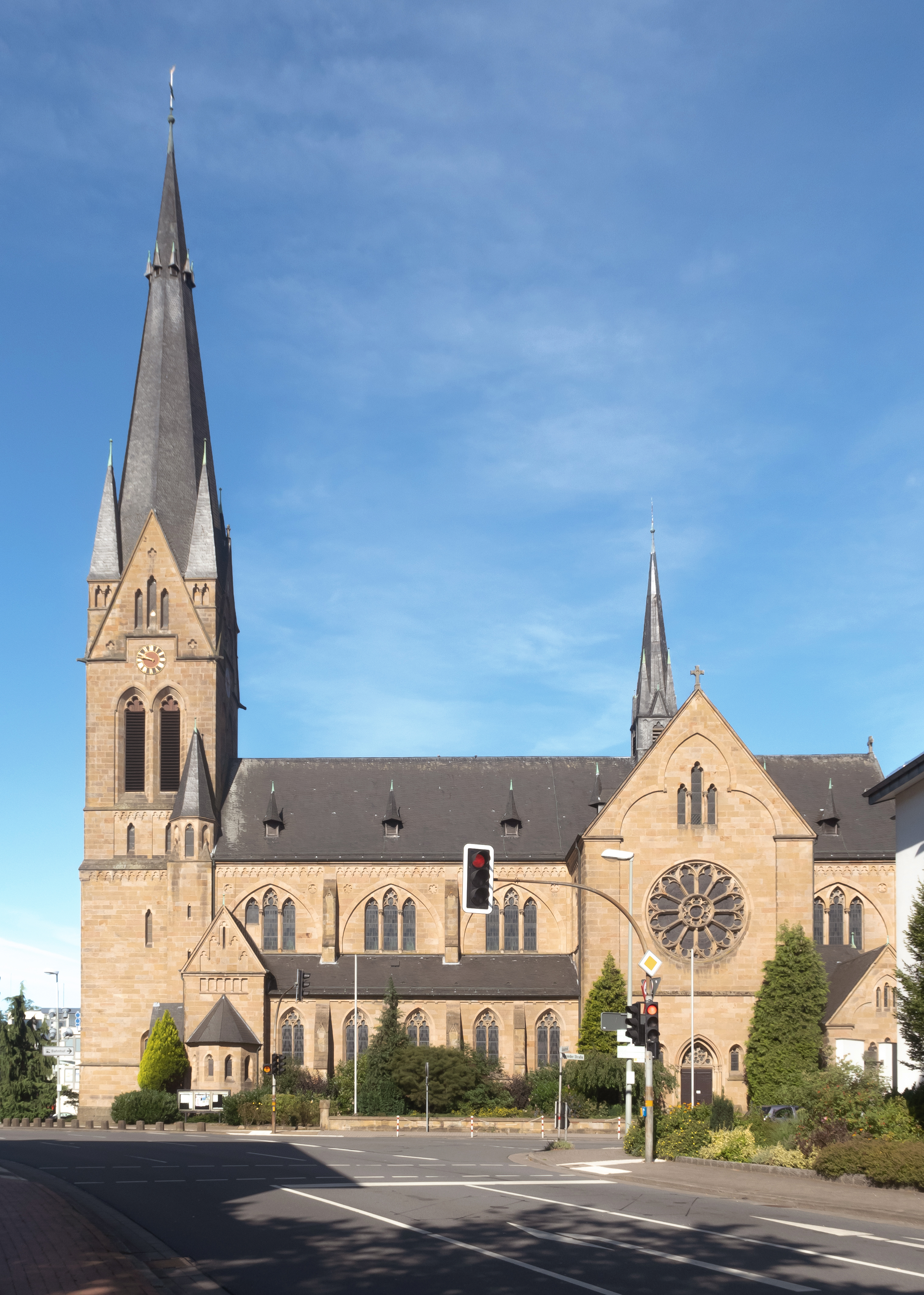
Sankt-Peter-und-Paul-Kirche

Oesede ist ein Stadtteil der selbständigen Gemeinde Georgsmarienhütte im Landkreis Osnabrück in Niedersachsen. Der benachbarte Stadtteil Kloster Oesede ist kein Ortsteil Oesedes.

## Geografie

### Geografische Lage
Oesede liegt im Osnabrücker Land zwischen der Stadt Osnabrück im Norden und dem Teutoburger Wald im Süden. Das gesamte Osnabrücker Land ist kulturgeografisch rein westfälischer Natur. Der westfälische Einfluss reichte historisch weit entlang der Ems hoch und in Niedersachsen bis weit in die Heide und ging bis in das Oldenburgische und Hannoversche hinein.
Oesede liegt an der Düte im Osnabrücker Land inmitten des Osnabrücker Hügellandes. Im Süden wird es durch den Teutoburger Wald (dessen alter Name Osning ist) begrenzt, einen Teil des Natur- und Geoparks TERRA.vita. Die Höhenlage an der Düte beträgt 64 m ü. NHN. Der höchste Punkt der Siedlung befindet sich am Musenberg bei 190 m ü. NHN.
Oesede ist mit einem Bahnhof angebunden an die Eisenbahnstrecke „Haller Willem“ Osnabrück–Bielefeld.

### Geologie
Naturräumlich handelt es sich um den Naturraum Öseder Mulde (535.41), in der Untereinheit Südliches Osnabrücker Hügelland (535.4) und in der Haupteinheit Osnabrücker Hügelland (535), das zur Landschaftseinheit Unteres Weserbergland (Nr. 53) gehört. Damit liegt Oesede im Weser- und Weser-Leine-Bergland (Niedersächsisches Bergland) einer Mittelgebirgsregion, die Teil der deutschen Mittelgebirgsschwelle ist. Der Untergrund der hügeligen, von der Düte und zahlreichen Nebenflüsschen durchflossenen Mulde, besteht vorwiegend aus Kreideschichten, die jedoch zum größten Teil von Lösslehm und stellenweise auch von Geschiebelehm bedeckt sind. Außerhalb des Dütetales und der großen Nebentäler, in denen alluviale Lehme, Sande und Schotter mit vorherrschenden Grundwasserglei- und Aueböden verbreitet sind, bilden Braunerden, die meist eine für die landwirtschaftliche Nutzung günstige wasserhaltende Kraft der entkalkten Lößlehmböden besitzen, den vorherrschenden Bodentyp dieses Raumes. Daher ist der Ackerbau weit verbreitet.

### Klima
Oesede liegt in der warm-gemäßigten Klimazone. Bestimmend sind West- und Nordwestwinde, die im Sommer kühles und im Winter mildes regnerisches Wetter mit sich bringen können. Die Wetterlage ist daher unbeständig.

## Geschichte

### Entstehung
Viele der alten Bauerschaften im Umfeld Osnabrücks tragen sächsische Orts- und Flurnamen. Der Name Oesede geht auf die althochdeutsche Bezeichnung Asithi zurück, was so viel bedeutet wie: „die am Wasser sitzen“. Die Namenswahl geht auf die Lage Oesedes im Tal der Düte zurück. Diese Art der Namensbildung bestätigt, dass die Region bereits im frühen Mittelalter ins Blickfeld der Geschichte trat. Urkunden tauchen aber erst gegen Ende des Jahrtausends auf. Oesede ist sicherlich bereits vorher besiedelt und urbar gemacht worden. Ursprünglich bestand das Gebiet aus dichtem Wald. Es wuchsen Buchen und Eichen. In den Niederungen wuchsen Eschen und Erlen sowie auf sandigem Boden Birken.
Namentlich wird Oesede erstmals 836 in einem Dokument erwähnt. Gegenstand des Dokuments ist eine Schenkung eines Stücks Land, eine sogenannte Hufe mit zwei Familien, an das Kloster Corvey durch Fürstbischof Hoger.

### Geschichte in Jahreszahlen
37.000 v.u.Z. war das erste Auftreten von Menschen in dieser Region. Ein Beil aus Kieselschiefer aus der Umgebung von Oesede bezeugt die Anwesenheit von Menschen um das Jahr 4.000 v. u. Z. auch während der Jungsteinzeit in diesem Raum.
Zwischen 836 und 891 erfolgte eine erste urkundliche Erwähnung des Ortes Oesede. Sie steht im Zusammenhang mit einer Schenkung an das Kloster Corvey. Fürstbischof Hoger schenkte dem Kloster ein Stück Land, eine sogenannte Hufe. Die Edle Wigsvit schenkte im selben Zeitraum dem Kloster Corvey ihr Eigen in Bardonhusen. Die Schenkung stand unter dem Vorbehalt der Nutznießung auf Lebenszeit. Dokumente aus dem Jahr 1050 weisen nach, dass das Erbe des Aliko in Oesede dem Kloster Freckenhorst abgabenpflichtig wurde. In den Heberegistern des Klosters Herzebrock wurde im Jahr 1088 ein Erbe in Oesede als zehntpflichtig geführt. Namentlich erwähnt wurde Leuerich, vermutlich Leuerich Gartmann. Die Edle Hildswith schenkte 1095 dem Bischof Wido von Osnabrück die Kirche mit dem zugehörigen Meyerhof.
Das Holzgericht tagte im Jahr 1118 in Dröper. Ein Vertrag der Markgenossen von Oesede mit dem Kloster Iburg hinsichtlich der Nutzungsrechte des Klosters an Holz und Mast in der Oeseder Mark wurde abgeschlossen. Im Vertrag wurde die Bauerschaft Dröper als Throp erwähnt. 1144 erwarb der Graf von Ravensberg die Freigrafschaft über Oesede-Mündrup. Drei Jahre später wurde die Zugehörigkeit der Bauerschaften zu den Osnabrücker Kirchen neu geregelt. Mehrere ehemalige Bauerschaften aus dem Oeseder Umfeld wurden dem Kirchspiel St. Johann zugeordnet.
Ludolf von Oesede (ca. 1100–1184), Sohn Bernhard III. von Oesede, gründete im Jahr 1170 auf seinem Stammsitz ein Frauenkloster. Das Kloster Oesede übernahm im Weiteren die Seelsorge in den umliegenden Bauerschaften. Im Jahr 1189 nahm Widukind III (ca. 1130–1191), Sohn von Ludolf von Oesede unter Kaiser Barbarossa am dritten Kreuzzug teil. Er wurde im Rahmen kriegerischer Auseinandersetzungen getötet. Die Edlen von Oesede verzichteten 1247 auf die Vogtei über das Kloster.
1350 herrschte in Osnabrück die Pest. Aus diesem Grunde musste der neugewählte Bischof Johann Hoet seinen Antrittseid in der Pfarrkirche zu Oesede ablegen. 1489 genehmigte der Osnabrücker Bischof Konrad IV. von Rietberg mit Zustimmung des Domkapitels und des Klosters Iburg im Markengericht zu Dröper den Verkauf eines Grundstückes durch die Oeseder Markgenossen. Geplant wurde die Errichtung einer eigenen Kirche. In den Jahren 1598 und 1599 forderte die Pest auch in Oesede zahlreiche Todesopfer.
In Oesede wurde zum ersten Mal im Jahr 1601 ein Küster namentlich erwähnt. Eine Küsterei gab es aber urkundlich belegt bereits seit 1557. Das zweite Amt des Küsters bestand in der Unterrichtung der Schulkinder. 1602 ließ Bischof Philipp Sigismund an den „Sieben Quellen“ in Oesede eine Papiermühle errichten. Er übergab diese auf der Basis von Erbpacht dem Papiermüller Schmidt aus Vlotho. Nach dem Tode Schmidts übernahm der Papiermacher Heide den Betrieb. Bis 1792 blieb die Mühle im Besitze der Familie Heide. Im Jahr 1624 wurde der Stand der Glaubensausübung im Bistum Osnabrück untersucht. Nach dem Bericht des zuständigen bischöflichen Generalvikars Lucenius fand der Gottesdienst in Oesede nach einem gemischten katholisch/lutherischen Ritus statt. Festgestellt wurde auch, dass es keinen Schulunterricht in der Gemeinde gab. Im selben Jahr hielt der neue gewählte Bischof Kardinal Eitel Friedrich von Hohenzollern Einzug in Osnabrück. Die Ritterschaft ritt ihm mit 100 Pferden bis Oesede entgegen.
Im Jahr 1650 wurde auf dem Nürnberger Exekutionstag das Kirchspiel Oesede der katholischen Kirche zu gesprochen. Ein Jahr später fand der Schulunterricht in Oesede im Küsterhaus statt. In den Jahren 1709 und 1710 wurde die Oeseder Kirche an der Stelle des heutigen Schwesternhauses neu errichtet. Bischof Karl von Lothringen baute im Jahr 1714 die Straße Osnabrück–Iburg aus. Dies ist für damalige Zeiten eine große Leistung: vergleichsweise spät wurde demgegenüber z. B. die erste Chaussee in Brandenburg von Potsdam nach Berlin 1792 errichtet. Die neue Trasse führte an Spiegelburgs Hof vorbei, weiter über Oesede und den Herrenrest. Gleichzeitig wurde die Dütebrücke von Dröper nach Oesede verlegt. Zwei Jahre später erfolgte ein starker Raubbau in den Wäldern. Dokumente belegen, dass in der Oeseder Mark kein schlagreifer Baum mehr existierte.
1746 wurden die noch verbliebenen Stücke der Oeseder Mark aufgeteilt. Dabei blieben aber die gemeine Hut und Weide weiterhin bestehen. 1791 wurde der Osnabrücker Kaufmann Georg Wilhelm Quirll Besitzer der Papiermühle. Die Mühle wurde bis 1890 bewirtschaftet. Später wurden Teiche zur Aufzucht von Forellen angelegt. Zudem erhielt der Papiermüller auf zehn Jahre das Recht, als einziger im Hochstift Osnabrück Lumpen (Hader) zu sammeln. 1794 bekam die Oeseder Schule einen eigenen Schulraum. Um 1795 sollte jeder Hof jährlich zwölf Sperlingsköpfe und vier Krähenköpfe abliefern. Der Hintergrund war, dass infolge der rigorosen Abholzung die Zahl der natürlichen Feinde dieser Vogelarten (Greifvögel) stark zurückgegangen war. 1795 wurde in Oesede ein neues Pastoratsgebäude errichtet. Zur Senkung der Kostenlast für die Gemeinde wurde im ganzen Hochstift gesammelt.
Zwischen 1807 und 1811 wurde das Osnabrücker Territorium Teil des Weser-Departements im Königreich Westphalen. Der Bezirk wurde von Kassel aus durch Napoleons Bruder Jérôme regiert. Oesede gehörte dabei dem Kanton Iburg an und bildete eine Mairie, bestehend aus Oesede, Dröper und Kloster Oesede. 1809 wurde in Oesede an der Straßenkreuzung vor dem ehemaligen Schuhgeschäft Huster Küsterei und Schule neu gebaut. 1810 ließ Napoleon für militärische Zwecke eine Landstraße von Wesel bis Hamburg bauen. Die Route führt über Münster, Osnabrück, Bohmte, Diepholz und Bremen. Ein Teilstück davon verläuft mitten durch Oesede und über den Pass am Dörenberg. Dazu musste an mehreren Stellen im Stadtgebiet die alte „Napoleonstraße“ verbreitert, befestigt oder umgeleitet werden. In den Jahren zwischen 1811 und 1813 gehörte Oesede zum Oberems-Departement im Kaiserreich Frankreich. 1811 wurde in Oesede schließlich auch die allgemeine Weide aufgehoben, eine Teilung war nicht mehr nötig.
Am 23. Juni 1817 wird der Straßenräuber Johann Heinrich Stapenhorst aus Glane auf dem Stallbrink hingerichtet. Der Scharfrichter war Gotfried Friedrichs aus Osnabrück. Es war die letzte öffentliche Hinrichtung vom Amt Iburg. 1824 wurde eine „Chausseeordnung“ erlassen, die die Verbreiterung und Begradigung aller Hauptstraßen erforderte. Viele Straßen mussten mit Steinschotter und Abflussgräben versehen und mit Chausseebäumen bepflanzt werden. Bereits Anfang des 19. Jahrhunderts wurden zur Finanzierung der Straßenbaukosten im Abstand von ca. zehn Kilometer sogenannte Wegehäuser eingerichtet. Hier wurde Wegezoll erhoben. In diesem Zusammenhang ist sicherlich auch das Oeseder Weghaus an der Straße nach Osnabrück entstanden. 1827 wurde in Oesede die Kaplanei neu errichtet. Zu ihr gehörten auch Ländereien, Stall und Scheune.
1856 wurde mit dem Bau des Hüttenwerkes in Malbergen begonnen und die ersten Hüttenhäuser in der Kolonie „Malbergen“, der sogenannten alten Kolonie wurden südlich des Werkes und in der Landgemeinde Oesede am Osterberg erbaut. Der Gastwirt Wolf in Oesede richtete im selben Jahr ein Gesuch an die Amtsverwaltung in Iburg. Er bat darum, in seinem Hause ein „Briefcomtoir“ für den Bereich Malbergen, Oesede und Georgsmarienhütte einrichten zu dürfen. Dem Ersuchen wurde nicht stattgegeben.
1860 nahm die erste Postspedition in Oesede die Arbeit auf. Als erster Postspediteur agierte der Landgendarmerie-Sektions-Commandant a. D. Carl Friedrich Grete aus Emden. Die Beamten und Arbeiter des Georgs-Marien-Bergwerks- und Hüttenvereins gründeten 1866 den Konsum- und Sparverein. Die Vereinsgründung kam der Einrichtung einer Sparkasse gleich. Die Eisenbahnstrecke Osnabrück–Brackwede wurde im Jahr 1886 eröffnet. Oesede war damit an das Eisenbahnnetz angeschlossen. Der Maschinenmeister Carl Stahmer trennte sich 1886 mit seinem Betrieb vom Stahlwerk. Er gründete auf Oeseder Gebiet eine eigene Fabrik, die Vereinigten Eisenbahn-Signalwerke.
Tischlermeister Mathias Wiemann legte zu Beginn des 20. Jahrhunderts in einer gemieteten Werkstatt den Grundstock für das heutige Unternehmen Oeseder Möbel-Industrie Mathias Wiemann GmbH & Co. KG (Wiemann Möbel). Mit etwa 500 Mitarbeitern (Stand 2016) gehört der Möbelhersteller zu den größten Arbeitgebern der Stadt Georgsmarienhütte. Das Kirchspiel Oesede wurde 1904 zum zweiten Male geteilt. Kloster Oesede war nun eine selbständige Pfarrei. Im selben Jahr erfolgte der Bau der neuen Pfarrkirche St. Peter und Paul in Oesede. Der Bauplatz wurde vom Bauer Meyer erworben. Die alte 1711 erbaute und 1819 erweiterte alte Remigiuskirche – sie stand an der Stelle des heutigen Schwesternhauses – wurde wegen Baufälligkeit abgerissen.
1910 wurde in Oesede ein Drahtseilwerk, kurz „Seilerei“ genannt, aufgebaut. Der Betrieb blieb bis 1974 erhalten. Am 28. Juni 1910 stürzte das Luftschiff Z 7 am Limberg in der Nähe der Gaststätte zur „Lustigen Witwe“ ab. 1911 wurde die Siedlung „Karolinenhöhe“ aufgebaut. Benannt wurde sie nach Frau Karoline Stahmer.
Nach dem Ersten Weltkrieg wurden die Siedlungen Dörenberg, Kiffenbrink und Kiewitzheide errichtet, zudem wurde von kirchlicher Seite ein Schwesternhaus an der Stelle der alten Remigiuskirche gebaut. Die Gemeindebehörden kauften nach Verschmelzung des Dorfes Oesede mit Dröper den Wortmannschen Hof. Hier sollte ein Gemeindehaus errichtet werden.
1926 entstand die Siedlung Dörenberg im Südteil von Oesede. Im Jahr darauf wurde die Freiwillige Feuerwehr in Oesede gegründet. 1927 fiel beim Kloster ein Steinmeteorit des Typs H5. Er wurde unter dem offiziellen Namen Oesede registriert.
Mit dem Bau des Schwesternhauses in Oesede wurde im Jahr 1936 begonnen. Dröper mit Brinke wurde im Jahr darauf nach Oesede eingemeindet.
Im Jahr 1949 begannen die Bauarbeiten für die „Hermann-Löns-Siedlung“ in Oesede. Die neu erbaute Overbergschule öffnete im Jahr 1953 auf dem Mühlenbrink ihre Pforten für die Kinder aus dem Südteil von Oesede. Am 15. August 1954 führten langandauernde starke Regenfälle zu starken Überschwemmungen des Ortskerns von Oesede. An vielen Gebäuden entstanden große Schäden.
Im Jahr 1958 wurde die König-Christus-Kirche auf dem Mühlenbrink fertiggestellt. Die Einweihung der Heilig-Geist-Kirche auf dem Mühlenbrink fand im Jahr 1964 statt, zudem schlossen Oesede und die holländische Gemeinde Schoonebeek einen Partnerschaftsvertrag. Zwei Jahre später wurde die durch den Ortskern von Oesede führende Bundesstraße 51 durch eine Umgehungsstraße ersetzt. 1968 übernahm die Gemeinde Oesede die Patenschaft für Oberschwedeldorf. Die Landgemeinden Oesede, Kloster Oesede, Harderberg, Holsten-Mündrup sowie das Industriedorf Georgsmarienhütte schlossen sich 1970 zur Stadt Georgsmarienhütte zusammen. Dabei wurde auch der südliche Teil der Landgemeinde Holzhausen eingegliedert.
Ab dem Jahr 1977 entstanden in Oesede die Siedlungsgebiete „Hakeneschfeld“ und „Menkhausfeld“. Die Eisenbahnstrecke Osnabrück–Brackwede wurde 1981 zunächst stillgelegt um dann ab 2007 wieder in Betrieb genommen zu werden. Die Oeseder Straße wurde zwischen 1990 und 1991 schrittweise fußgängerfreundlich ausgebaut. In Oesede wurde 1992 das neue Rathaus der Stadt Georgsmarienhütte bezogen.
2009 erstrahlte die Oeseder Papiermühle nach ihrer Restaurierung in neuem Glanz und beherbergt nun die Kanzlei Papiermühle sowie einen Veranstaltungsraum. 2010 führten wieder langandauernde starke Regenfälle zu starken Überschwemmungen des Ortskerns von Oesede. An vielen Gebäuden entstanden Schäden, zumeist in höherem Umfang als im Jahre 1954.

## Politik

### Bürgermeister der ehemaligen Gemeinde Oesede
- 1965–1970 Ludwig Siepelmeyer (CDU)
- 1963–1965 Burkhard Ritz (CDU)
- 1949–1963 Wallrath Eichberg (CDU)
- 1946–1949 Fritz Heringhaus (SPD)
- 1945–1946 Christian Gartmann (abgesetzt wegen ehemaliger NSDAP-Mitgliedschaft)
- 1942–1945 Wallrath Eichberg (NSDAP)[5]
- 1937–1945 Karl Goemann (NSDAP)
- 1937 E. Kormeyer
- 1936–1937 Christian Gartmann (parteilos)
- –1936 Christian Vocke (parteilos)

### Gemeindedirektoren der ehemaligen Gemeinde Oesede
- 1947–1958 Heinrich Börger
- 1959–1970 Rudolf Rolfes

## Töchter und Söhne
- Ernst Stahmer (1867–1929), Stahlfabrikant und Präsident der Industrie- und Handelskammer Osnabrück
- Franz Kampers (1868–1929), deutscher Historiker
- Hans W. Pabst (1923–2006), Nuklearmediziner und Hochschullehrer in München[6][7]